# 宋家桥街道
宋家桥街道，中华人民共和国湖南省株洲市荷塘区下属的一个街道，因辖区内宋家桥得名。

## 建制沿革
- 1969年，置宋家桥街道，属株洲市东区；
- 1997年，改属荷塘区;
- 2005年，原荷塘铺乡的金钩山、太阳、荷塘铺、新塘坡、桂花、戴家岭、新村、天台8个建制村以及明照乡的宋家桥村划入，
- 2005年，析置桂花街道。

## 行政区划
宋家桥街道下辖2个社区、3个村委会：
- 芙蓉社区、430社区
- 宋家桥村、新村村、天台村